# Serikzhan Muzhikov
Serikzhan Muzhikov (en kazakh : Серікжан Мұжықов, Serikjane Moujyqov), né le 17 juin 1989 au Kazakhstan, est un footballeur international kazakh, qui évolue au poste de milieu de terrain.

## Biographie

### Carrière en club
Avec les clubs du Jetyssou Taldykourgan et du FK Astana, Serikzhan Muzhikov dispute 11 matchs en Ligue des champions, et 13 matchs en Ligue Europa, pour un but inscrit.

### Carrière internationale
Serikzhan Muzhikov compte 11 sélections avec l'équipe du Kazakhstan depuis 2011,.
Il est convoqué pour la première fois en équipe du Kazakhstan par le sélectionneur national Miroslav Beránek, pour un match amical contre la Syrie le 10 août 2011. Il entre à la 84e minute de la rencontre, à la place d'Ulan Konysbayev. La rencontre se solde par un match nul de 1-1. 

## Palmarès
FK Astana
- Champion du Kazakhstan en 2014, 2015, 2016, 2017, 2018 et 2019.

 Tobol Kostanaï
- Champion du Kazakhstan en 2021.